# Jorge Luis Valverde
Jorge Luis Valverde Valverde es un compositor ecuatoriano. Desde los 6 años estudió música académica y piano en el “Conservatorio Jaime Mola” de la ciudad de Quito, obteniendo el título de Tecnólogo en Artes especializado en dicho instrumento bajo la tutela de la profesora Sandra Marín. En su carrera cursó con profesores como Galina Krouglik, Vitelio Bravo, Juan Mullo entre los más importantes; además realizó cursos de composición musical instrumentación, fuga, contrapunto, armonía con reconocidos maestros como Vicente y Jacinto Freire además de clases magistrales con profesores nacionales y extranjeros en las diferentes etapas.

## Del intérprete
Entre algunas de las obras más importantes interpretadas ante público se destacanRapsodia Húngara No.5 (F. Liszt), Sueño de amor No.3 (F. Liszt), Sonata No.9 (L. Beethoven), Sonata No.17 (L. Beethoven), Sonata en Do Mayor KV.279 (W.A. Mozart), Sonata en Sol Mayor KV.283(189b) (W.A. Mozart), Sonata en Do Mayor KV.309(284b) (W.A. Mozart), Sonata en Re Mayor KV.311(284c) (W.A. Mozart), Sonata en La Menor KV.310(300d) (W.A. Mozart), Sonata en La Mayor KV.331(300i) (W.A. Mozart), Sonata en Do Menor KV.457 (W.A. Mozart), Sonata en Do Mayor KV.545 (W.A. Mozart), Fantasía en Re Menor KV.397(385g) (W.A. Mozart), Preludio y Fuga en Do Mayor del Clave Bien Temperado 1, Preludio y Fuga en Do Menor del Clave Bien Temperado 2 (J.S. Bach)

## Del Compositor

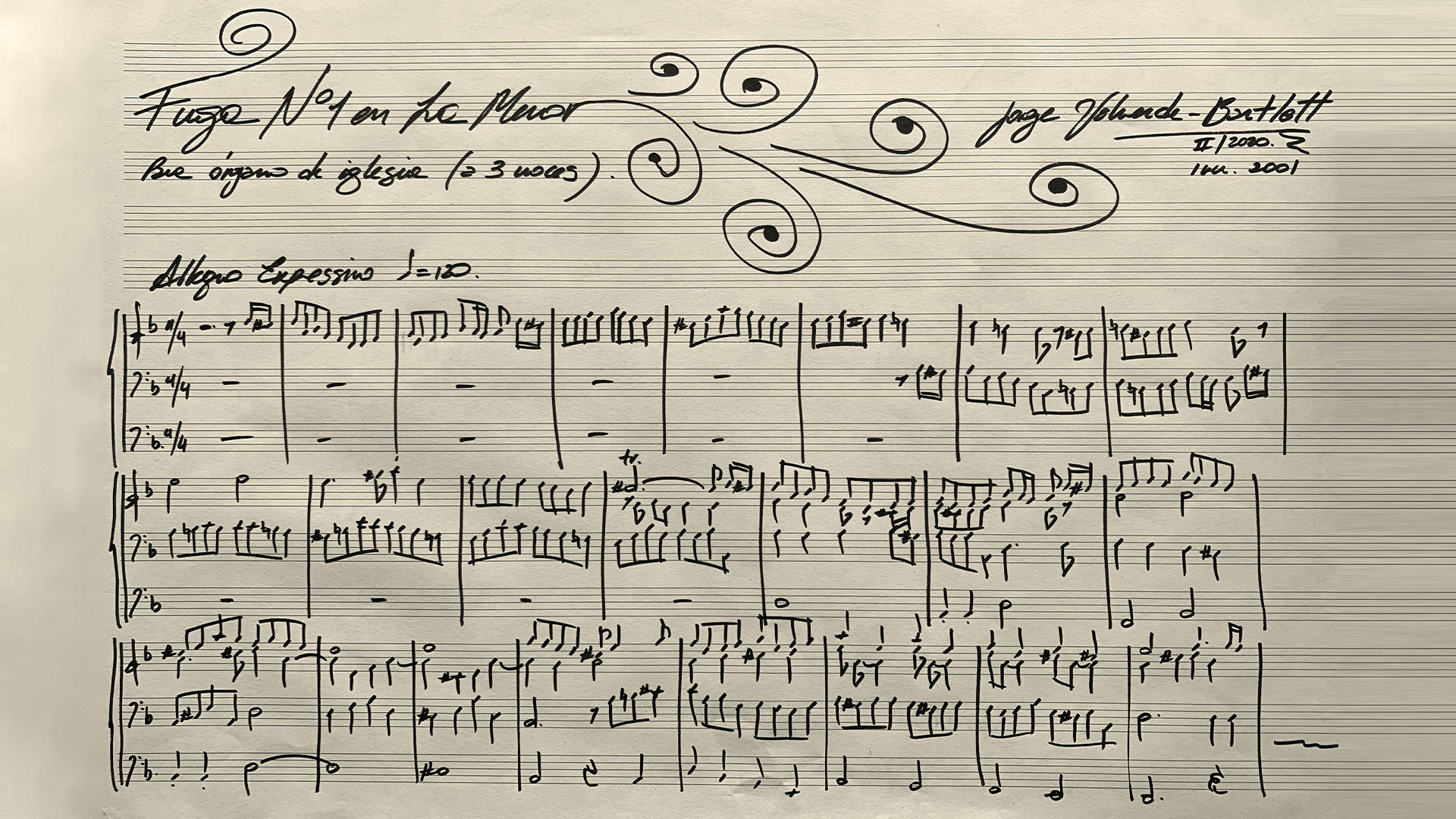
Manuscrito de la Fuga No.1 en Re menor para órgano de inglesia.

En sus años de carrera la música clásica, música barroca y pre-romántica influenciaron sus primeras composiciones, los trabajos para piano como la Sonata No.1 y Sonata No.3 así como el Concierto Grosso No.1 para orquesta barroca están marcados por los tintes estilísticos de estas épocas (reconstrucción); más adelante la experimentación con la música ecuatoriana tradicional (pasillos, albazos, san juanitos, entre otros) han modulado sus composiciones creando una fusión académica-ecuatoriana.
En este campo sobresalen Pasillo Ecuatoriano No.1, Concierto para Piano y Orquesta No.3 y La Casa Embrujada algunas con medallas de oro y plata en concursos internacionales de composición musical como PixelArts Music Contest (Estados Unidos), Midi ShowCase Music Contest (Estados Unidos), además de ser colaborador de sitios de composición, notación musical y blogs de este arte. Es uno de los primeros compositores destacados del conservatorio Jaime Mola de la ciudad de Quito.

## Obras Importantes
Ha estrenado más de 10 sonatas para piano entre las que se destacan la Sonata No.10 "El Ecuador" (estrenada en el año 2003 en el Auditorio 1, Torre 2. Pontificia Universidad Católica del Ecuador PUCE) y la Sonata No.9 "Mi vida" (estrenada en el Auditorio del Conservatorio de Música Jaime Mola). Ha participado en recitales de música ecuatoriana junto a destacados cantantes y compositories Ecuatorianos. Entre otros escenarios en donde se han estrenado sus obras cabe resaltar el de la Escuela Politécnica Nacional, la Catedral Primada de Quito y además de variadas participaciones en el Festival de música Sacra de la ciudad de Quito entre otros recitales.
- La casa embrujada -historia de una noche de terror-

Ganadora de la medalla de Oro de PixelArts Composition Contest, Categoría música académica.
- Concierto para Piano y orquesta No.3 (estrenada en el Conservatorio Jaime Mola de la ciudad de Quito)

Ganadora de la medalla de Oro de PixelArts Composition Contest, Categoría música académica.
- Fuga a 4 Voces "Madre" (estrenada en la Catedral Primada de Quito-2003 Festival de Música Sacra de la ciudad de Quito)
- Sonata No.10 "Ecuador" (estrenada en el Conservatorio "Jaime Manuel Mola" y en el Auditorio 1 de la PUCE (Pontificia Universidad Católica de Quito) en el 2003)
- Sonata No.9 (estrenada en el Conservatorio "Jaime Manuel Mola" y en el Auditorio las Cámaras en el 2003)
- Sonata No.1 (estrenada en el Conservatorio "Jaime Manuel Mola" y en el Auditorio General de la Universidad Politécnica de Quito en el 2003)

## Catálogo

### Música para Órgano de Iglesia

#### Las Fugas
| Obra                 | Tonalidad | Año  | Colección       |
| -------------------- | --------- | ---- | --------------- |
| Fuga No.1 a 3 voces  | Re Menor  | 1996 | Musicum Memoria |
| Fuga No.2 a 3 voces  | La Menor  | 1996 | Musicum Memoria |
| Fuga No.3 a 3 voces  | La Menor  | 1997 | Musicum Memoria |
| Fuga No.4 a 3 voces  | Do Menor  | 1997 | Musicum Memoria |
| Fuga No.5 a 3 voces  | La Menor  | 1997 | Musicum Memoria |
| Fuga No.6 a 3 voces  | Re Menor  | 1997 | Musicum Memoria |
| Fuga No.7 a 3 voces  | La Menor  | 1998 | Musicum Memoria |
| Fuga No.8 a 3 voces  | Re Menor  | 1998 | Musicum Memoria |
| Fuga No.9 a 3 voces  | La Menor  | 1998 | Musicum Memoria |
| Fuga No.10 a 3 voces | Re Menor  | 1998 | Musicum Memoria |
| Fuga No.11 a 3 voces | Mi Menor  | 1999 | Musicum Memoria |
| Fuga No.12 a 3 voces | Fa Menor  | 1999 | Musicum Memoria |
| Fuga No.13 a 3 voces | Mi Menor  | 2021 | Musicum Memoria |

### Música para Piano

#### Los Pasillos Ecuatorianos
| Obra                         | Tonalidad | Año  | Colección            |
| ---------------------------- | --------- | ---- | -------------------- |
| Pasillo No.1 -El Principio   | Sol Menor | 1999 | Escenas Ecuatorianas |
| Pasillo No.2 -Recuerdos      | Do Menor  | 2000 | Escenas Ecuatorianas |
| Pasillo No.3 -Pequeñito      | Mi Menor  | 2000 | Escenas Ecuatorianas |
| Pasillo No.4 -Ancestros      | La Menor  | 2000 | Escenas Ecuatorianas |
| Pasillo No.5 -Caricias       | La Menor  | 2001 | Escenas Ecuatorianas |
| Pasillo No.6 -Te He Perdido  | La Menor  | 2001 | Escenas Ecuatorianas |
| Pasillo No.7 -Clásico        | Re Menor  | 2001 | Escenas Ecuatorianas |
| Pasillo No.8 -Mis Padres     | Mi Menor  | 2004 | Escenas Ecuatorianas |
| Pasillo No.9 -Amore Aeternam | Do Menor  | 2012 | Escenas Ecuatorianas |
| Pasillo No.10 -Annabelle     | Re Menor  | 2017 | Escenas Ecuatorianas |
| Pasillo No.11 -Yo            | Do Menor  | 2017 | Escenas Ecuatorianas |
| Pasillo No.12 -Isadora       | La Menor  | 2020 | Escenas Ecuatorianas |
| Pasillo No.13 -Paciencia     | Do Menor  | 2020 | Escenas Ecuatorianas |

#### Las Sonatas
| Obra                  | Tonalidad | Año  | Colección            |
| --------------------- | --------- | ---- | -------------------- |
| Sonata No.1           | Do Mayor  | 1997 | Musicum Memoria      |
| Sonata No.2           | La Mayor  | 1997 | Musicum Memoria      |
| Sonata No.3           | Do Menor  | 1998 | Musicum Memoria      |
| Sonata No.4           | Do Menor  | 1998 | Musicum Memoria      |
| Sonata No.5 -Madre    | La Menor  | 1998 | Musicum Memoria      |
| Sonata No.6           | Fa Menor  | 1999 | Musicum Memoria      |
| Sonata No.7           | La Mayor  | 2000 | Musicum Memoria      |
| Sonata No.8           | Mi Menor  | 2001 | Musicum Memoria      |
| Sonata No.9 -Padre    | Do Menor  | 2001 | Musicum Memoria      |
| Sonata No.10 -Ecuador | La Menor  | 2002 | Escenas Ecuatorianas |

##### Valses
- Valz No.1 -Baile triste-
- Valz No.2

##### Marchas
- Marcha No.1 -Moderna-
- Marcha No.2 -Militar-

### Cámara

#### Trío de Cuerdas
- Invención a 3 voces No.1
- Invención a 3 voces No.2
- Invención a 3 voces No.3
- Invención a 3 voces No.4
- Invención a 3 voces No.5
- Invención a 3 voces No.6
- Invención a 3 voces No.7

#### Instrumentos Varios
- Fuga Infinita a 3 voces para Flautas Dulces
- Polka -a la ecuatoriana- para Arpa y Cuerdas

#### Orquesta de Cámara Barroca
Concierto Grosso No.1 (allegro - andante - scherzo - presto)

### Orquesta

#### Conciertos

##### Piano
- Concierto No.1 (allegro - andante - allegro finale)
- Concierto No.2 (allegro - andante - scherzo)
- Concierto No.3 (allegro - andante - allegro)

##### Varios
- Micro-concierto No.1 para Piano (allegro - andante - allegro finale)
- Micro-concierto No.2 para Bajo y Chelo (allegro - andante - presto)
- Micro-concierto No.3 para Oboe (allegro - andante - presto)

### Sinfónica
- Pasillo Ecuatoriano No.1
- Pasillo Ecuatoriano No.2
- Pasillo Ecuatoriano No.3 -Mis padres: pequeña historia de amor-

- Himno a -Tomás Moro-
- Marcha Militar No.1

- Sinfonía No.1 (allegro - andante - minueto - scherzo)

- La Casa Embrujada -música de una historia de terror-

### Otros
- HISTORIETA DE NAVIDAD -Opereta en 2 Actos-

Composición basada en una historia de Navidad, para solistas, coro y acompañamiento de piano (12 partes divididas en 2 actos). -Estrenada en el Conservatorio Jaime Mola en diciembre de 2002-
- FUGA A 4 VOCES -MADRE-

Composición para coro basada en un texto católico para el Festival de Música Sacra de la ciudad de Quito. -Estrenada en la Catedral Primada de Quito en marzo de 2003-